# School 2017
School 2017 (en hangul, 학교 2017; romanización revisada, Hakgyo 2017), es una serie de televisión surcoreana transmitida por KBS 2TV desde el  17 de julio hasta el 5 de septiembre de 2017. Como la séptima temporada de la serie Escuela que es original de 1999, en esta ocasión es protagonizada por Sejeong, Kim Jung-hyun, Jang Dong-yoon, Han Sun-hwa y Han Joo-wan.

## Argumento
Entre los estudiantes de la escuela Geumdo se encuentra Ra Eun-ho, una alegre y bondadosa joven que sueña con asistir a una prestigiosa universidad y convertirse en una artista de webtoon, aunque sus calificaciones se encuentran bajo el promedio del resto. Sin embargo,  ella es acusada erróneamente de ser la misteriosa estudiante X, por ello, su sueño de ir a la universidad para estudiar arte se pone en peligro a medida que se enfrenta la posibilidad de ser expulsada.
Eun-ho en su camino se encontrará con Hyun Tae-woon, el irrespetuoso y rebelde hijo del director de la escuela que regresa al país tras ser expulsado de una escuela en Estados Unidos y Song Dae-hwi, un estudiante aparentemente perfecto que es bueno en todo y también protege a los débiles con su carisma.

## Reparto

### Personajes principales
- Sejeong como Ra Eun-ho.
- Kim Jung-hyun como Hyun Tae-woon.
- Jang Dong-yoon como Song Dae-hwi.
- Han Sun-hwa como Han Soo-ji.
- Han Joo-wan como Shim Kang-myung.

### Personajes secundarios
- Seol In-ah como Hong Nam-joo.
- Park Se-wan como Oh Sa-rang.[4]
- Seo Ji-hoon como Yoon Kyung-woo.
- Rowoon como Kang Hyun-il.
- Kim Hee-chan como Kim Hee-chan.
- Hong Kyung como Won Byung-koo.
- Lee Jae-yong como Koo Young-koo.
- Min Sung-wook como Jung Joon-soo.
- Ha Seung-ri como Hwang Young-keon.
- Lee Jong-won como Hyun Kang-woo.
- Kim Eung-soo como Yang Do-jin.
- Park Cheol-min como Park Myung-deok.
- Ahn Seung-kyoon como Ahn Jung-il.
- Cho Mi-ryung como Jang So-ran.
- Song Yoo-jung como Choi Hyun-jung.
- Kim Soo-jin como la madre de Oh Sa-rang.
- Yoo In-soo como Min Joon.[5]
- Kim Ji-sung como Ham Yoon-hee.
- Kim Si-eun como Lee Min-jung.[6]
- Song Yoo-hyun como una consejera académica.
- Kim Min-ha como Yeo Seung-eun.[7]

## Recepción

### Audiencia
En Azul la audiencia más baja y en rojo la más alta, correspondientes a las empresas medidoras TNms y AGB Nielsen.
| Ep. #    | Fecha de emisión        | Índices de audiencia | Índices de audiencia | Índices de audiencia | Índices de audiencia |
| Ep. #    | Fecha de emisión        | TNmS Ratings         | TNmS Ratings         | AGB Nielsen          | AGB Nielsen          |
| Ep. #    | Fecha de emisión        | Nacional             | Seúl                 | Nacional             | Seúl                 |
| -------- | ----------------------- | -------------------- | -------------------- | -------------------- | -------------------- |
| 1        | 17 de julio de 2017     | 6.5 %                | 7.0 %                | 5.9 %                | 6.4 %                |
| 2        | 18 de julio de 2017     | 4.8 %                | 4.9 %                | 4.2 %                | 4.3 %                |
| 3        | 24 de julio de 2017     | 4.6 %                | 5.3 %                | 4.2 %                | 4.9 %                |
| 4        | 25 de julio de 2017     | 4.6 %                | 5.0 %                | 4.1 %                | 4.5 %                |
| 5        | 31 de julio de 2017     | 4.2 %                | 4.9 %                | 4.2 %                | 5.1 %                |
| 6        | 1 de agosto de 2017     | 4.7 %                | 5.1 %                | 4.6 %                | 5.9 %                |
| 7        | 7 de agosto de 2017     | 4.6 %                | 4.8 %                | 4.4 %                | 4.6 %                |
| 8        | 8 de agosto de 2017     | 5.0 %                | 5.2 %                | 4.7 %                | 4.9 %                |
| 9        | 14 de agosto de 2017    | 4.4 %                | 5.3 %                | 4.4 %                | 5.4 %                |
| 10       | 15 de agosto de 2017    | 4.7 %                | 5.6 %                | 4.4 %                | 5.3 %                |
| 11       | 21 de agosto de 2017    | 4.8 %                | 4.9 %                | 4.7 %                | 4.8 %                |
| 12       | 22 de agosto de 2017    | 4.7 %                | 5.3 %                | 4.1 %                | 4.7 %                |
| 13       | 28 de agosto de 2017    | 4.4 %                | 4.6 %                | 4.3 %                | 4.5 %                |
| 14       | 29 de agosto de 2017    | 5.1 %                | 5.7 %                | 4.4 %                | 5.0 %                |
| 15       | 4 de septiembre de 2017 | 4.9 %                | 5.2 %                | 4.1 %                | 4.4 %                |
| 16       | 5 de septiembre de 2017 | 4.5 %                | 5.1 %                | 4.6 %                | 5.3 %                |
| Promedio | Promedio                | 4.8 %                | 5.2 %                | 4.5 %                | 4.9 %                |

### Premios y nominaciones
| Año  | Premio                    | Categoría                  | Nominado(a)   | Resultado |
| ---- | ------------------------- | -------------------------- | ------------- | --------- |
| 2017 | KBS Drama Awards          | Mejor actriz revelación    | Kim Se-jeong  | Ganadora  |
| 2017 | 10th Korea Drama Awards   | Mejor actriz revelación    | Kim Se Jeong  | Nominada  |
| 2017 | 1st Seoul Awards          | Mejor actor revelación     | Kim Jung Hyun | Nominado  |
| 2017 | 1st Seoul Awards          | Mejor actriz revelación    | Kim Se Jeong  | Nominada  |
| 2018 | 54th Baeksang Arts Awards | Mejor actor revelación(TV) | Kim Jung Hyun | Nominado  |
| 2018 | 54th Baeksang Arts Awards | Mejor actriz revelación    | Kim Se-jeong  | Nominada  |